# 5-я флотилия миноносцев кригсмарине
5-я флотилия миноносцев кригсмарине (нем. 5. Torpedoboots-Flottille) — соединение военно-морского флота нацистской Германии, одна из 9 флотилий миноносцев ВМФ Германии периода Второй мировой войны.
Флотилия создана в сентябре 1938 года. С 1939 года действовала в Северном море, в 1940 году приняла участие в операции «Везерюбунг». В 1941—1944 годах действовала на Западе и в Северном море, в июне 1944 года корабли флотилии обеспечивали переброску подводных лодок из Франции в порты Германии. В 1944—1945 годах зоной действия флотилии было побережье Финляндии, а позже — Восточная и Центральная Балтика, где флотилия занималась оказанием поддержки сухопутным войскам. Расформирована в мае 1945 года.

## Состав
В состав 5-й флотилии в разное время входили миноносцы «Альбатрос», «Фальке», «Гриф», «Ильтис», «Ягуар», «Кондор», «Тигр», «Мёве», в 1940 — также «Морской орёл». Позже в состав флотилии вошли миноносцы T-22, T-23, T-24, T-25 из состава 4-й флотилии.

## Командиры
| Время                       | Командующий флотилией                       |
| --------------------------- | ------------------------------------------- |
| октябрь 1938 — ноябрь 1939  | корветтен-капитан Рудольф Хейке             |
| январь — декабрь 1940       | корветтен-капитан Вольф Хенне               |
| декабрь 1940 — февраль 1941 | капитан-лейтенант Гельмут Нойсс             |
| февраль — март 1941         | корветтен-капитан Ганс Маркс                |
| март 1941 — апрель 1943     | фрегаттен-капитан Мориц Шмидт               |
| апрель — ноябрь 1943        | корветтен-капитан Рудольф Коппенхаген       |
| ноябрь 1943 — октябрь 1944  | корветтен-капитан Генрих Хофман             |
| октябрь 1944 — май 1945     | корветтен-капитан Ян-Генрих Хансен-Ноотхаар |